# Miechucino
Miechucino/Miechùcëno is een plaats in het Poolse district  Kartuski, woiwodschap Pommeren. De plaats maakt deel uit van de gemeente Chmielno en telt 1011 inwoners.